# گاه‌شماری خورشیدی
گاه‌شماری خورشیدی یا تقویم خورشیدی به نوعی گاه‌شماری گفته می‌شود که روزهای آن نشان‌دهنده محل زمین در چرخش آن به دور خورشید است.

## تقویم‌های خورشیدی گرمسیری
اگر محل زمین در مدار چرخشش به دور خورشید بر اساس اعتدال بهاری سنجیده شود، روزهای این تقویم مشخص‌کننده فصلها هستند.
این گاه‌شماری‌ها از نوع گرمسیری می‌باشند:
- گاه‌شماری هجری خورشیدی
- گاه‌شماری میلادی
- گاه‌شماری بهائی